# ديانا دارك
ديانا دارك (بالإنجليزية: Diana Darke)‏ (مواليد 6 مارس 1956 في لندن)، هي كاتبة وخبيرة ثقافية في الشرق الأوسط ومؤرّخة مستعرِبة ومذيعة عرضية للبي بي سي بريطانية، تخرجت من كلية وادهام، أكسفورد عام 1977 حيث درست اللغة الألمانية والفلسفة العربية، وضعت الكاتبة ما يقارب 16 مؤلّفاً إرشادياً لمناطق شتى من العالم. 

## من مؤلفاتها
- كتاب: «السرقة من المسلمين: كيف شكلت العمارة الإسلامية أوروبا» (2020).
- كتاب: «بيتي في دمشق»
- كتاب: «التاجر السوري»

## وصلات خارجية
- مقالات ديانا دارك المترجمة للعربية.